# Oenam-myeon
Oenam-myeon (koreanska: 외남면) är en socken i den centrala delen av Sydkorea,  170 km sydost om huvudstaden Seoul. Den ligger i kommunen Sangju i provinsen Norra Gyeongsang.